# Мухаммад II аль-Факіх
Абу Абдаллах Мухаммад II ібн Мухаммад (араб. أبو عبد الله محمد بن محمد‎; бл. 1235 — 7 квітня 1302) — 2-й емір Гранадського емірату в 1273—1302 роках. Мав лакаб аль-Факіх («Той, хто знає [закон]»).

## Життєпис

### Молоді роки
Походив з династії Насрідів. Син Мухаммада I, еміра Гранади. Народився 1235 або 1236 року в Архоні. У 1238 році разом з родиною перебрався до Гранади. 1257 року після смерті старшого брата Фараджа разом з іншим братом Юсуфом оголошений спадкоємцем трону. Невдовзі став долучатися до державних справ, деякий час обіймав посаду візира. Після смерті Юсуфа, що сталося до 1273 року став єдиним спадкоємцем Гранади.

### Боротьба з Бану Ашкілула
У 1273 році після смерті батька успадкував трон. На той час мав чималий державний і військовий досвід. завершив військову реформу, ставши більше залучатися так званих газі з Магрибу (до кінця панування еміра їх кількість становила 10 тис. вояків), а також зміцнив державний апарат, запровадивши придворну канцелярію (аль-кітабу) та встановивши державний протокол (русум аль-мульк).
Продовжив боротьбу проти Абу Мухаммада з роду Ашкілула, що володів Малагою, відмовляючись підкорятися Гранадському емірату. Водночас Мухаммад II підтримував кастильських повстанців на чолі із Нуно Гонсалесом де Ларою. Наприкінці 1273 року в Севільї було укладено нову угоду з кастильським королем Альфонсо X, за якою в обмін на збільшення данини емірату до 300 тис. мараведі король обіцяв припинити підтримувати Абу Мухаммада. В свою чергу Мухаммад II повинен був відмовитися від підтримки де Лара. після сплати данини, яка становила половину річного доходу емірату) король відмовився виконувати свою частину угоди.

### Союз з Марокко
За цих обставин емір Гранади поновив союз з Абу Юсуфом Якубом, султаном Марокко, який 1275 року відправив на піренейський півострів 5-тисячне війське на чолі із сином Абу Зайяном Мандулом. Останній увійшов до Таріфи, що належала еміру. Невдовзі місто Альхесірас перейшло на бік Зайяна, який став здійснювати напади на кастильські землі. В свою чергу Мухаммад II спробував підкорити Малагу, проте зазнав поразки. У вересні 1275 року війська Марокко і Гранади завдали поразки Альфонсо X в битві біля Есіхи. Після цього Абу Мухаммад ібн Ашкілула отримав підтримку султана Абу Юсуфа Якуба. Але невдовзі у морській битві біля Таріфи марокканці зазнали поразки від кастильців. При цьому емір Гранади не надав підтримки султанові. У січні 1276 року Мухаммад II відновив перемир'я з Кастилією.

### Боротьба з Марокко
У 1277 року марокканське військо знову висадилося на Піренеях, захопивши низки замків уздовж річки Гвадалквівір. Емір Гранади не доєднався до цього війська, оскільки султан Марокко підтримував рід Ашкілула. Втім невдовзі султан Марокко зайняв Малагу, де посадив власного намісника. У відповідь Мухаммад II спровокував напад кастильців на Альхесірас, а Заянідів з Тлемсену — на власне Марокко.
30 жовтня Мухаммад II доєднався до Абу Юсуфа Якуба, з яким захопив замок Бенамехі та оточив Кордову. У 1278 році було відновлено мирні відносини з Кастилією, але Марокко і Гранадський емірат не збільшили володіння. За цих обставин 31 січня 1279 року султан Абу Юсуф якуб замирився з Мухаммадом II, передавши тому Малагу. Невдовзі допоміг марокканцям відбити кастильський напад на Альхесірас. 18 квітня 1279 року уклав торговельну угоду з Генуезькою республікою, надавши права вивозити крам з Гранади з митом у 6,5 % (доволі низьким на той час) і дозволив створити торговий пункт в еміраті в обмін на постачання кораблів у Гранаду на випадок конфлікту з іншою мусульманською державою, не пов'язаною з Генуєю.
У 1280 року марокканське військо разом з загоном клану Ашкілула вирушило відвоювати Малагу. Але війська Гранади зупинили ворога біля Марбельї. В цей час кастильці на чолі з інфантом Санчо атакував володіння Гранадського емірату з півночі. Але у битві біля Мокліну гранадці завдали ворогові поразки. Але вже 1281 року кастильська армія здолала гранадську у битві біля Гранади. Проте саму Гранаду ворог не зумів захопити та відступив до власних володінь. Користуючись конфліктом інфанта Санчо з його батьком Альфонсо X, емір Гранади уклав 1282 року союз з інфантом. В свою чергу Альфонсо X уклав союз з султаном Марокко проти Санчо. У 1283 року султан Абу Юсуф Якуб знову спробував захопити Малагу, проте марно. Невдовзі Мухаммад II замирився з ним.
У 1284 році зі сходженням на трон Кастилії інфанта Санчо стосунки Гранадського емірату з цим королівством покращилися. Також припинилася підтримка новим марокканським султаном Абу Якубом Юсуфом клану Ашкілула, який 1288 року весь перебрався до Марокко.

### Війна за Таріфу
Мухаммад II поставив за мету повернути міста Таріфу і Альхесірас. Для цього 1290 року уклав угоди з Кастилією та Зайянідами. 1291 року до цієї коаліції доєдналося Арагонське королівство. У 1292 року війська Кастилії, Арагону і Гранади захопили Таріфу. Король Санчо IV отримав 6 прикордонних фортець, в обмін на які Мухаммад II повинен був отримати Таріфу. Втім король Кастилії відмовився передати емірові це місто. У відповідь емір Гранади відновив в Танжері союз з султаном Марокко. У 1294 року гранадо-марокканські війська спробували відвоювати Таріфу, але марно. Втім після цього Мухаммад II домігся про повернення марокканцями Альхесірасу, а потім захопив місто Рондо.
1295 року зі сходженням на трон Фернандо IV емір Гранади підтримав заколот Альфонсо де ла Серда, який претендував на трон Кастилії. В результаті Мухаммад II захопив Кесаду та завдав поразки кастильцям у битві біля Існальйосу. У 1296 року було укладено угоду з Арагоном, за яким Гранадський емірат повинен був отримати Севілью, Хаєн і Кордову. У серпні 1296 року гранадське військо завдало поразки інфанту Енріке у битві біля Архони.
1299 році спільно з марокканським військом наприкінці травня або на початку червня Мухаммад II завдав поразки кастильському війську біля Севільї та знову взяв в облогу Таріфу. Невдовзі захопив фортецю Алькаудете, за цим здійснив набіги на міста Хаєн і Андухар.
У квітні і вересні 1301 року Мухаммад II поновлював антикастилський союз з Арагоном. 1302 року до союзу доєднався Альфонсо де ла Серда. Але того ж року під час підготовки до кампанії раптово помер, можливо від отруєння. Йому спадкував син Мухаммад III аль-Махлу.